# Dụ ngôn Những yến bạc
Những yến bạc (hay Người đầy tớ tài giỏi) là một trong những Dụ ngôn của Chúa Giêsu được ký thuật trong hai sách Phúc Âm Nhất Lãm là Mátthêu 25:14-30 và Luca 19:12-27 (mặc dù có giữa chúng sự khác biệt về chi tiết nội dung và có thể không xuất phát từ một nguồn).

## Nôi dung

### Mátthêu
Đoạn Mátthêu 25:14-30 kể về một ông chủ sắp đi xa nhà. Trước khi đi, ông liền giao cho ba người đầy tớ trông coi một số lượng tài sản của mình. Người thứ nhất thì nhận được năm yến (còn gọi là 5 talent), người thứ hai thì hai yến, người thứ ba thì một yến, tùy theo khả năng của họ. Một thời gian sau, ông chủ quay về nhà và gọi những đầy tớ này đến để tính toán sổ sách. Hai người đầy tớ đầu tiên giải trình rằng với những yến bạc được giao, họ đã làm việc và sinh lời gấp đôi cho ông chủ. Do đó, họ được ông chủ khen thưởng rằng: "Khá lắm! hỡi đầy tớ tài giỏi và trung thành! Được giao ít mà anh đã trung thành, thì tôi sẽ giao nhiều cho anh. Hãy vào mà hưởng niềm vui của chủ anh!" Tuy nhiên, trong khoảng thời gian đó, người đầy tớ thứ ba lại đem yến mà mình nhận được chôn dưới đất rồi giải trình rằng: "Thưa ông chủ, tôi biết ông là người hà khắc, gặt chỗ không gieo, thu nơi không vãi. Vì thế, tôi đâm sợ, mới đem chôn giấu yến bạc của ông dưới đất. Của ông đây, ông cầm lấy!". Ông chủ nổi cơn thịnh nộ với hắn: "Hỡi đầy tớ tồi tệ và biếng nhác! Anh đã biết tôi gặt chỗ không gieo, thu nơi không vãi, thì đáng lý anh phải gởi số bạc của tôi vào ngân hàng, để khi tôi đến, tôi thu được cả vốn lẫn lời chứ! Vậy các ngươi hãy lấy yến bạc khỏi tay nó mà đưa cho người đã có mười yến. Vì phàm ai đã có, thì được cho thêm và sẽ có dư thừa; còn ai không có, thì ngay cái đang có, cũng sẽ bị lấy đi. Còn tên đầy tớ vô dụng kia, hãy quăng nó ra chỗ tối tăm bên ngoài: ở đó, sẽ phải khóc lóc nghiến răng."

### Luca
Nhìn chung, Luca ký thuật dụ ngôn này với nội dung tương tự Mátthêu. Điểm khác biệt của Luca ở chỗ người chủ là một nhà quý tộc, ông ra đi để nhận vương quyền. Số lượng tài sản ông cấp phát cho các tôi tớ đều bằng nhau là mười nén bạc (10 mina) và kèm mệnh lệnh: "Hãy lo làm ăn sinh lợi cho tới khi tôi đến." Khi về kết toán sổ sách với đầy tớ, ông chủ này cũng tưởng thưởng và trừng phạt với những đầy tờ tùy theo việc họ đã làm.

## Luận giải
Trong Mátthêu, những lời mở đầu dụ ngôn Những yến bạc có sự liên hệ đến Dụ ngôn Mười trinh nữ viết ngay trước đó, vốn là cách đề cập đến với sự khôn ngoan trước ngày phán xét. Qua dụ ngôn Những yến bạc, Chúa Giêsu dạy cho các môn đệ phải biết sử dụng những món quà mà Thiên Chúa ban sao cho khôn ngoan và khéo léo, thậm chí chấp nhận rủi ro, vì để sinh hoa lợi cho Nước Trời. Những mòn quà này bao hàm cả những tài năng cá nhân mà nếu không sử dụng để sinh lợi, theo dụ ngôn, người đó sẽ bị trừng phạt.

## Nghĩa của từ "talent"
Trong văn bản gốc là từ "talent". Nhiều chỗ ghi chép dịch ra gọi bằng ta-lâng (đơn vị đo). Một số bản dịch tiếng Việt dịch phần tài sản mà ông chủ giao cho đầy tớ là "yến bạc", xuất phát từ tiếng Hy Lạp cổ τάλαντον, talanton, nghĩa là "tỉ lệ, cân bằng". Đó là một đơn vị trọng lượng khoảng 36 kg (80 pounds),. Khi sử dụng cho tiền, nó là giá trị đo trọng lượng của bạc. Một talent quy đổi ra khoảng 6.000 denarius. Ở thời điểm lịch sử đó, 1 đồng denarius thường là giá trị thanh toán cho một ngày công lao động. Như vậy, 1 talent là giá trị của hai mươi năm làm việc của một người bình thường.
Đoạn Kinh Thánh này lại không xác định "talent" của thứ vật chất cụ thể nào. Chính vì vậy, các học giả Kinh Thánh có xu hướng diễn giải lượng "talent" mà những người đầy tớ được giao phó là "tài năng" hoặc "khả năng" chứ không phải là số lượng tiền bạc. Chính vì vậy, chữ "talent" (nghĩa là "tài năng") của nhiều ngôn ngữ ở châu Âu được coi là có nguồn gốc từ dụ ngôn này.